# 글로리 바이 아너
글로리 바이 아너(Glory By Honor IX)는 링 오브 오너가 주관하는 월간 페이퍼뷰로 매년 9월에 진행된다. 원래는 페이퍼뷰가 아닌 하우스 쇼로 진행되었으나 2010년부터 페이퍼뷰 방식으로 변경되었다.

## 결과

### 2010년
- 캐니 킹이 제이 브리스코에게 승리
- 마크 브리스코가 레트 티튜스에게 승리
- 엠버씨 (에릭 스티븐스 & 니크로 부처)가 그리즐리레드우드 & 볼스 마호니에게 승리
- 콜트 카바나 & 엘 제네리코가 캐빈 스틴 & 스티브 코리노와의 더블 체인 경기에서 승리
- 에디 에드워즈가 숀 디바리를 꺾고 RoH 월드 텔레비전 타이틀 방어에 성공
- 크리스토퍼 다니엘스가 오스틴 에리즈에게 승리
- 킹스 오브 레슬링(클라우디오 캐스터그놀리 & 크리스 히어로)이 레슬링스 그레이티스트 태그팀 (찰리 하스 & 셸턴 벤자민)에게 승리
- 로데릭 스트롱이 타일러 블랙과의 No DQ 경기에서 승리하여 새로운 RoH 월드 챔피언에 등극

## 같이 보기
- 링 오브 아너